# Hrvoje Osvadić
Hrvoje Osvadić (Osijek, 25. rujna 1973.), hrvatski je scenarist i producent. Započeo je raditi u filmskoj industriji 2000. godine. Predsjednik je Hrvatske udruge producenata i član Europske filmske akademije.

## Filmografija

### Filmske uloge
- "Seks, piće i krvoproliće" kao bolničar #1 (2004.)
- "Sedmo nebo" (2023.)

### Producent
- "Sedmo nebo" (2023.)
- "Tvoje lice zvuči poznato" (2014. - 2020.)
- "U ime Republike Hrvatske" (2019.)
- "Farma" (2015. - 2016.)
- "Koledžicom po svijetu" (2007.)
- "Mjenjačnica" (2005. – 2006.)
- "Seks, piće i krvoproliće" (2004.)
- "Sretno dijete" (2003.)
- "Onaj koji će ostati neprimijećen" (2003.)

### Scenarist
- "Sedmo nebo" (2023.)

## Vanjske poveznice
- Hrvoje Osvadić u internetskoj bazi filmova IMDb-u (engl.)